# Operace Chastise

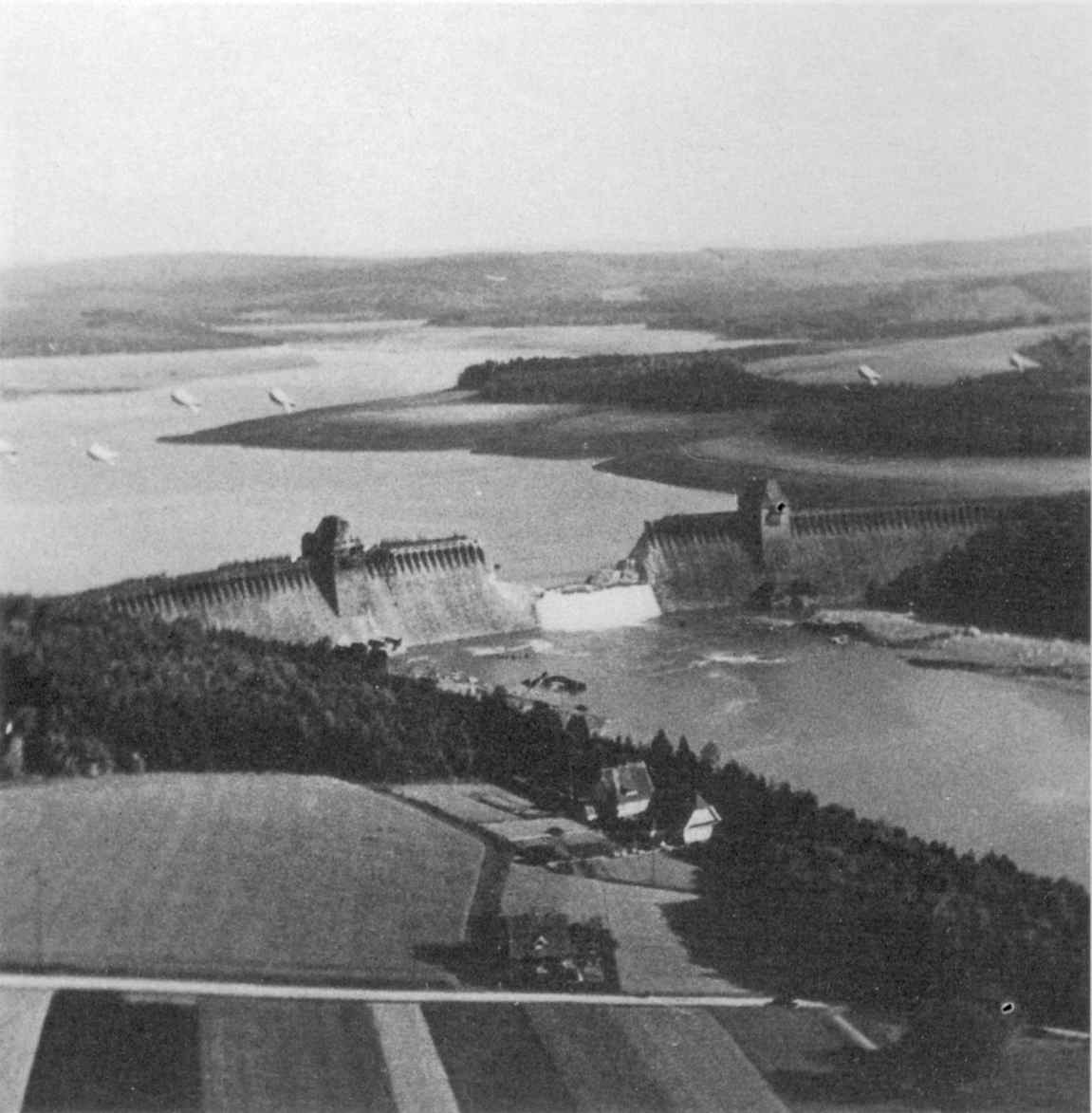
Protržená přehrada Möhne, nad přehradou je vidět šest protileteckých balonů.

Za operaci Chastise se označuje útok na německé přehrady Möhne, Eder a Sorpe provedený v noci z 16. na 17. května 1943 617. perutí RAF za použití rotačních tzv. skákajících bomb, které zkonstruoval Barnes Wallis. Přehrady Möhne a Edersee byly narušeny, což způsobilo katastrofické záplavy, přehrada Sorpe utrpěla pouze menší škody. Při tomto náletu byl také poprvé nevědomky použit systém tzv. „Master bomber“, což znamenalo, že jeden člověk dirigoval celý nálet a určoval, co kdo má dělat.

## Skákající puma

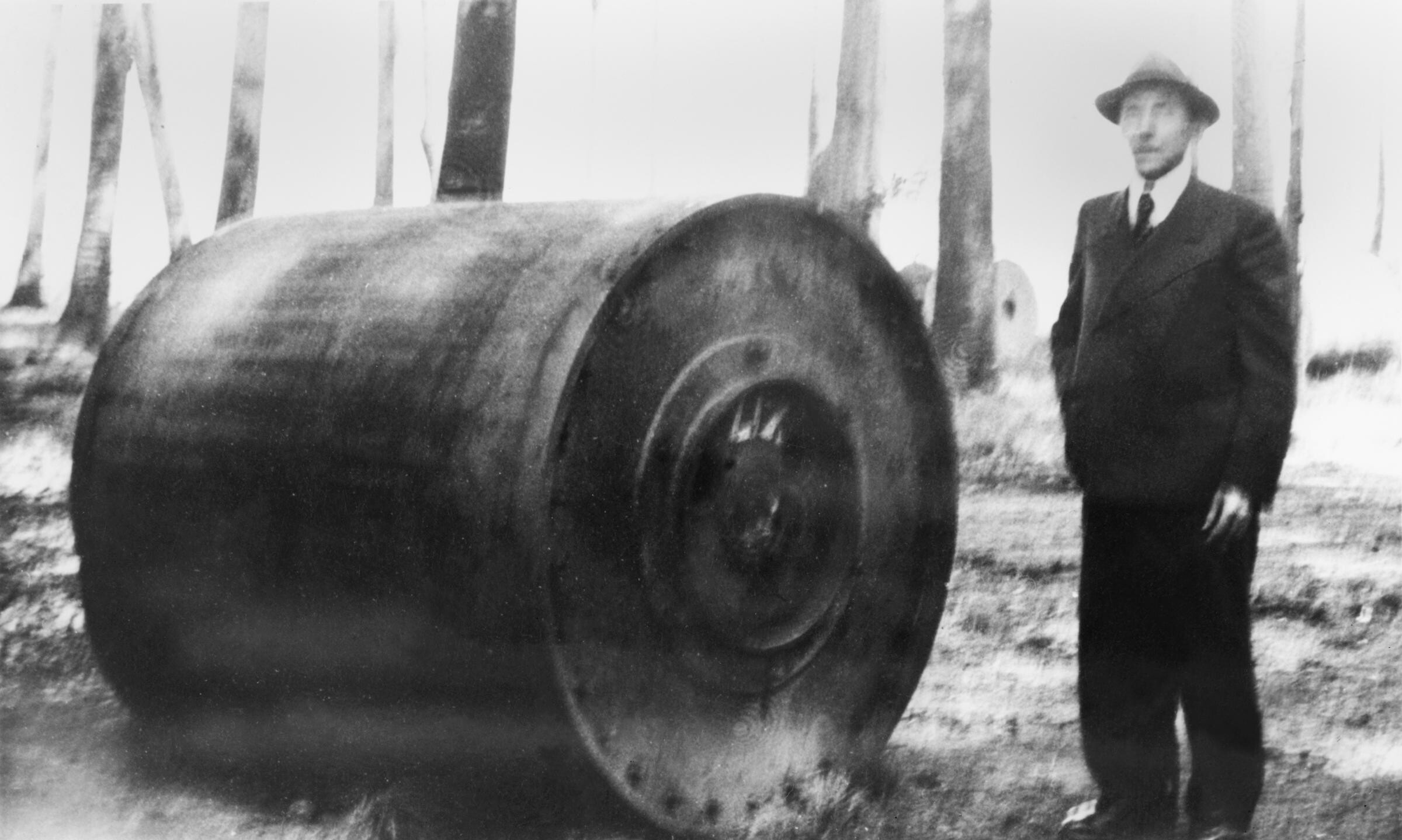
Skákající bomba

Konstruktér Barnes Wallis, který je znám konstrukcí vzducholodě R100 a letadel Vickers Wellesley, tušil, že bomby, které se dosud vyráběly, nejsou tak dostatečně účinné. Původně se začala používat torpéda, která byla jednoduchým útokem. Jako reakci na tyto útoky se však začaly v přehradách instalovat protitorpédové sítě, které eliminovaly šanci na úspěšný útok torpédem. Na podzim 1939 začal Wallis studovat, jak nejcitelněji zasáhnout Hitlerovské Německo a došel k názoru, že nejlépe bude, když se zničí energetické zdroje. Po delším uvažování vyšly nejlépe přehrady v Porúří, a to na řekách Möhne, Eder a Sorpe. Pro tyto akce se rozhodl zkonstruovat nový druh pum: Z jeho snažení vzešla „Bouncing bomb“ (skákající bomba). Skákající puma se shazovala hlavně ze čtyřmotorových bombardérů Avro Lancaster, které musely letět těsně nad hladinou přehrady. Těsně před hrází byla puma shozena, nejdříve ovšem byla pomocí speciálního pohonu v bombardéru roztočena, aby se „kutálela“ po hladině. Puma po dopadu na vodní hladinu odskočila (podobně jako "žabka") a při ideálním útoku takto přelétla všechny protitorpédové sítě a na několikrát doskákala až k hrázi. U hráze se potopila, teprve pak explodovala: Díky podvodní tlakové vlně měla exploze znatelně ničivější účinky.

## 617. peruť

Animace skákavé bomby

617. peruť byla díky typu svých operací průkopníkem řady nových bombardovacích postupů – útoku z minimální výšky či řízení a koordinace všech letadel nad cílem pomocí velitelského rádia hlavního bombardéru.

## Problémy
Před útokem bylo ještě třeba vyřešit několik problémů, mezi nimiž se ocitlo například simulování nočních letů. V Anglii totiž počasí nedovolovalo trénovat v noci, takže bylo třeba vymyslet nástroje, pomocí nichž by bylo možno vidět stejně jako při akci. Řešení spočívalo v namontování tenké jantarové clony přes kabinu a použití modrých brýlí pro pilota, což celkem věrně imitovalo noční světlo. Významnějším problémem se ovšem ukázalo létání v 18 m nad vodou. Barometrické výškoměry byly pro tento účel nepřesné, proto Lockspeiser z programu vojenské pomoci rozhodl, že do přídě a za pumovnici se nainstalují dva reflektory směřující pod letadlo, které se budou sbíhat a ve výšce 18 m vytvoří na hladině číslici 8. V této době se také objevily značně znepokojivé zprávy o objevení se lehkého protiletadlového dělostřelectva (flaku) v okolí přehrad. Naštěstí tato aktivita byla pouze domněnkou, Němci si přehradu vyzdobili namalovanými stromy, navíc byly navrženy trasy, jež se vyhýbaly dostřelu největších flaků.

## Útok
Prvních 9 letounů mělo zaútočit na přehrady Möhne a Eder, druhých 5 letounů na přehradu Sorpe a třetí vlna o 5 bombardérech měla být zálohou pro obě první vlny a zasáhnout tam, kde to bude potřeba. I přes ztrátu jednoho Lancasteru, který byl sestřelen, a mlhu se nakonec (na třetí pokus) podařilo hráz Möhne narušit. Přehrada Eder sice bráněná nebyla, ale kvůli mlze a hlubokému údolí měly posádky Lancasterů taktéž potíže a hráz zničily až třetí bombou. Přehrada Sorpe dopadla z hlediska Němců nejlépe. Mlha ji dlouho velmi dobře skrývala, přesto na ni Lancastery 617. perutě podnikly několik útoků, ale hráz odolala.

## Důsledky
Škody, napáchané německému průmyslu pouhými 19 letouny, byly nedozírné. 330 milionů kubických metrů vody zaplavilo vše do vzdálenosti 80 km. Byly strženy důležité mosty, zaplaveny doly, města, továrny i vojenské objekty. Zničeno bylo 125 továren, odplaveno 3 000 ha orné půdy, 25 mostů strženo a 21 těžce poškozeno, výroba v dalších továrnách byla přerušena na několik měsíců. Následkem operace Chastise během záplav také zahynulo 1294 lidí, z čehož byla více než polovina válečných zajatců a totálně nasazených lidí z okupovaných zemí.